# Air Astana
Air Astana (Kazachs/Russisch: Эйр Астана) is een Kazachse luchtvaartmaatschappij met de thuisbasis in Almaty. Ze fungeert als de nationale luchtvaartmaatschappij voor Kazachstan. Air Astana werd opgericht in 2001 door de Kazachse overheid en BAE Systems, BAE Systems heeft een aandelenbelang van 49%. De eerste vlucht was op 15 mei 2002. In mei 2019 werd haar lagekostenluchtvaartmaatschappij, FlyArystan, opgericht.

## Activiteiten
In 2021 had Air Astana de beschikking over 36 toestellen en de gemiddelde leeftijd van de vloot was 4,7 jaar. Er werkten zo'n 5500 mensen bij de luchtvaartmaatschappij. Het vliegt naar 20 landen buiten Kazachstan. Air Astana en FlyArystan vliegen allebei op binnenlandse en buitenlandse bestemmingen. In 2021 was het gezamenlijke marktaandeel van de twee op de binnenlandse markt zo'n 70% en op internationale bestemmingen ruim 50%.

## Vloot
In mei 2017 bestond de vloot van Air Astana uit de volgende toestellen:
- 1 Airbus A319-100
- 8 Airbus A320-200
- 1 Airbus A320neo
- 4 Airbus A321-200
- 5 Boeing 757-200
- 3 Boeing 767-300
- 9 Embraer E-190

Eind 2016 werd de vloot van het bedrijf eerst aangevuld in de post-Sovjetlanden van de Airbus A320neo (Pratt & Whitney PW1000G-motoren) gevolgd in januari 2018 met de Airbus A321neo (Pratt & Whitney PW1000G-JM-motoren). In december 2018 werd de vloot van de luchtvaartmaatschappij uitgebreid met Embraer 190-E2 toestellen.